# Closteromorpha
Closteromorpha é um gênero de traça pertencente à família Arctiidae.